# 386-та моторизована дивізія (Третій Рейх)
386-та моторизована дивізія (Третій Рейх) (нім. 386. Infanterie-Division (mot) — моторизована дивізія Вермахту, що входила до складу німецьких сухопутних військ у роки Другої світової війни.

## Історія
386-та моторизована дивізія створена 25 листопада 1942 року у III військовому окрузі поблизу Францкфурта-на-Майні шляхом перейменування 386-ї піхотної дивізії. Перебувала в процесі комплектування та переформування. Наприкінці лютого 1943 року її підрозділи були передані на поповнення 3-ї моторизованої дивізії вермахту, що зазнала катастрофічних втрат у Сталінградській битві й незабаром була перетворена на 3-тю панцергренадерську дивізію.

## Райони дій
- Німеччина (листопад 1942 — січень 1943);
- Франція (січень — березень 1943).

## Командування

### Командири
- генерал-лейтенант Курт фон Єссер (нім. Curt von Jesser) (25 листопада 1942 — 1 березня 1943).

### Підпорядкованість
| Час    | Корпус | Армія | Група армій (округ) | Штаб      |
| ------ | ------ | ----- | ------------------- | --------- |
| 1943   |        |       |                     |           |
| січень |        |       | Група армій «D»     | Німеччина |

### Склад
| 1943                                   |
| -------------------------------------- |
| 149-й гренадерський полк               |
| 153-й панцергренадерський полк         |
| 386-й артилерійський полк              |
| 386-й танковий батальйон               |
| 386-й мотоциклетний батальйон          |
| 386-й інженерний батальйон             |
| 386-те дивізійне управління постачання |
| 386-й запасний батальйон               |